# Legendary Hearts
Legendary Hearts är ett album av Lou Reed, utgivet 1983.

## Låtlista
Samtliga låtar skrivna av Lou Reed.
1. "Legendary Hearts" - 3:29
2. "Don't Talk to Me About Work" - 2:11
3. "Make Up My Mind" - 2:55
4. "Martial Law" - 3:56
5. "The Last Shot" - 3:23
6. "Turn Out the Light" - 2:49
7. "Pow Wow" - 2:32
8. "Betrayed" - 3:13
9. "Bottoming Out" - 3:43
10. "Home of the Brave" - 6:55
11. "Rooftop Garden" - 3:04

## Medverkande
- Lou Reed - gitarr, keyboards, sång
- Fred Maher - trummor
- Robert Quine - gitarr
- Fernando Saunders - bas, gitarr, sång